# ブライアン・バンクス (アメリカンフットボール)
ブライアン・バンクス（Brian Banks 1985年7月23日- ）はカリフォルニア州ロングビーチ出身の元アメリカンフットボール選手。ポジションはラインバッカー。

## 経歴
カリフォルニア州ロングビーチの高校でフットボールのスター選手だった彼は、USC、オハイオ州立大学、ミシガン大学、ミシガン州立大学、カンザス大学などからオファーを受け、2002年には、USCへの進学が約束されていた。ところが、クラスメートを強姦したとして有罪となり、5年間服役、出所した後も性犯罪者のリストに登録されて、GPS付きの電気ブレスレットの着用を義務付けられていた。2011年2月28日、このクラスメートの女性がフェイスブックでバンクスに連絡を取り、虚偽のストーリーを作ったことを認めた。高校のキャンパスが安全な環境ではなかったとして150万ドルを損害賠償で受け取っていた彼女は検察にはその事実を伝えなかったが、バンクスは彼女との会話を録音し、裁判所に提出、2012年5月23日の公聴会で彼の犯罪歴は取り消された。
彼はNFL入りを目指して、カンザスシティ・チーフス、サンディエゴ・チャージャーズ、サンフランシスコ・フォーティナイナーズのトライアウトを受けた。また2002年にUSCヘッドコーチとして、奨学金のオファーをバンクスに出したピート・キャロルヘッドコーチのシアトル・シーホークスのミニキャンプにも参加したが契約にはいたらなかった。同年9月20日、UFLのラスベガス・ロコモティブズと契約を結んだ。2試合に出場し、1タックルをあげたところで、10月リーグが中断となった。
2013年4月3日、アトランタ・ファルコンズと契約を結んだ。8月30日の最終ロースターカットでファルコンズから解雇された。
2014年、ロジャー・グッデルNFLコミッショナーから同年のドラフトで指名された選手に対するシンポジウムでのスピーチを依頼された。彼のスピーチは好意的に受け止められて、数週間後、NFLのオペレーション部門に彼は採用された。

## 映画化
2018年の伝記映画「ブライアン・バンクス」は彼の半生を題材としており、オルディス・ホッジがブライアン・バンクス役を演じている。バンクス自身も製作総指揮として携わっており、全米1240館で公開された。